# Dia Mundial da Ciência para a Paz e o Desenvolvimento
O Dia Mundial da Ciência para a Paz e o Desenvolvimento é um dia global de comemoração e ação declarado pela Organização das Nações Unidas para a Educação, a Ciência e a Cultura (UNESCO) para comemorar a importante contribuição da ciência para a paz e o desenvolvimento. Ele também visa reconhecer as contribuições da UNESCO para a ciência, incluindo a “Declaração sobre Ciência e o Uso do Conhecimento Científico” e a “Agenda para Ação” (Science Agenda — Framework for Action), ambas adotadas na Conferência Mundial sobre Ciência de 1999 (agora Fórum Mundial da Ciência) em Budapeste, Hungria. Após essa conferência, a UNESCO proclamou o Dia Mundial da Ciência em 2001. Desde então, ele tem sido comemorado anualmente em 10 de novembro. Os Prêmios de Ciência da UNESCO são apresentados como parte do Dia Mundial da Ciência.
Além disso, o Dia Internacional das Mulheres e Meninas na Ciência é comemorado todo dia 11 de fevereiro.